# 费尔斯米尔 (佛罗里达州)
费尔斯米尔（英語：Fellsmere），是美国佛罗里达州印第安河縣下属的一座城市。建立于1911年。面积约为14平方公里（约合5.4平方英里）。根据2010年美国人口普查，该市有人口5,197人。论人口在本州排行第210。